# Dario Damjanović
Dario Damjanović est un footballeur international bosnien, né le 23 juillet 1981 à Gradačac en Bosnie-Herzégovine. Il évolue comme milieu défensif reconverti entraîneur.

## Biographie

### En club
Il dispute 4 matchs en Ligue des champions avec le club d'Hajduk Split.

### En équipe nationale
Dario Damjanović dispute 9 matchs, pour 2 buts inscrits, avec l'équipe de Bosnie espoirs.
International A de 2004 à 2009, Damjanović inscrit un doublé le 26 mars 2008 contre la Macédoine.
Il joue un match comptant pour les éliminatoires du mondial 2006, et quatre dans le cadre des éliminatoires du mondial 2010.

## Palmarès
- FK Modriča
  - Vainqueur de la Coupe de Bosnie-Herzégovine en 2004

- HNK Hajduk Split
  - Champion de Croatie en 2005
  - Vainqueur de la Supercoupe de Croatie en 2004 et 2005

- FC Kaiserslautern
  - Champion d'Allemagne de D2 en 2010